# Stere Adamache
Stere Adamache (né le 17 août 1941 à Galați en Roumanie et mort le 9 juillet 1978) est un joueur de football international roumain, qui évoluait au poste de gardien de but.
Il meurt à l'âge de 36 ans, noyé dans le Danube.

## Biographie

### Carrière en sélection
Avec l'équipe de Roumanie, il joue 7 matchs (pour aucun but inscrit) entre 1970 et 1972. 
Il joue son premier match en équipe nationale le 28 avril 1970 contre la France et son dernier le 29 octobre 1972 contre l'Albanie.
Il figure dans le groupe des sélectionnés lors de la Coupe du monde de 1970 organisée au Mexique. Lors du mondial, il joue trois matchs : contre l'Angleterre, la Tchécoslovaquie et le Brésil.
Il participe également aux Jeux olympiques de 1964 (sans toutefois jouer de matchs lors du tournoi olympique).

## Palmarès
- Avec le Steagul Roșu Brașov :
  - Champion de Roumanie de D2 en 1968